# WTF
Svjetska taekwondo federacija (engl. World Taekwondo Federation, WTF), članica je Međunarodnog olimpijskog odbora koja skrbi za taekwondo natjecanja.
Osnovana je u Južnoj Koreji 28. svibnja 1973. Na osnivačkoj skupštini je nazočilo 35 saveza iz cijeloga svijeta. Sadašnji predsjednik WTF-a je Choue Chung-won.

## Vanjske poveznice
- Službena stranica